# Béatrice Hammer
Pour les articles homonymes, voir Hammer.
Béatrice Hammer est une écrivaine française, née le 4 février 1963 à Paris. Elle est également cinéaste et sociologue.
Son premier roman, La Princesse japonaise, a été récompensé par le Prix Goya en 1995.
Béatrice Hammer écrit également des romans pour la jeunesse. Elle est l'auteure d'une pièce de théâtre consacrée à la personnalité du diplomate portugais Aristides de Sousa Mendes : Aristides.
Elle a par ailleurs traduit en français, avec Armand Éloi, L'Atelier d'écriture (The Writing Game) de David Lodge.

## Biographie
Béatrice Hammer a une formation de statisticienne, acquise à l'ENSAE, complétée par un diplôme de sociologie à Sciences Po. Elle a effectué sa carrière professionnelle à la Direction des Études et Recherches d'EDF,.

## Œuvres
- Camille, nouvelle, in Les Coupons de Magali et autres nouvelles, Sépia, 1994, republié par les éditions de la Combe, 2021, premier prix des Inédits de RFI/ACCT
- La Princesse japonaise, roman, Critérion, 1994. Prix Goya du premier roman, Prix du premier roman de l'Université d'Artois, Prix du festival du premier roman de Chambéry, republié par les éditions du Rouergue, collection DoAdo, 2008, Prix Jean-Félix Paulsen 2009, Prix Tatoulu 2010, republié par les éditions d'Avallon sous le titre Kivousavé, 2021
- Cannibale blues, roman, Pétrelle, 1999. Sélection "Attention talent" des libraires de la Fnac (mars 1999), republié par les éditions d'Avallon, 2020
- Soleil glacé, roman, le Serpent à plumes, 1999, republié par les éditions d'Avallon, 2022
- Lou et Lilas, roman, Pétrelle, 2000, republié par les éditions d'Avallon, 2021
- L'Édifiante histoire de Green.com, roman, A Contrario, 2004, republié par les éditions d'Avallon sous le titre Green.com, 2021
- Le Fils de l'océan, roman jeunesse, Rageot, 2005 (collection cascade), 2010 (collection Rageot Romans) Prix Livre Mon Ami 2006, republié par les éditions de la Combe, 2022
- Les Violons de Léna[3], roman, Pocket, 2006 (sous le titre Le Quatuor de Mélodie), republié par les éditions d'Avallon, 2021
- L'Homme-horloge, nouvelles, Mercure de France, 2006
- Comment j'ai rééduqué mes parents (enfin, surtout ma mère), roman jeunesse, Rageot, collection Rageot Romans, 2006 (sous le titre Comment je suis devenue grande), republié par les éditions de la Combe, 2022
- Ce que je sais d'elle, roman, Arlea, 2006, republié par les éditions d'Avallon, 2021
- Cet hiver-là, roman jeunesse, Oskar éditions, 2008, republié par les éditions de la Combe, 2022
- Superchouchoute, ill. de Claude K. Dubois, roman jeunesse, Alice jeunesse, 2009
- Miss Catastrophe, ill. de Claude K. Dubois, roman jeunesse, Alice jeunesse, 2009, Prix Papyrus 2011
- Aristides, théâtre, Écritures Théâtrales du Grand Sud-Ouest (ETGSO), 2010 (pièce consacrée à Aristides de Sousa Mendes), republié par les éditions Avallon & Combe, 2023
- Une baignoire de sang, roman policier, éditions Alter Real, 2020, republié par les éditions d'Avallon, 2022
- Matthias, nouvelle, les éditions de la Combe, 2021
- Blanche, nouvelle, les éditions de la Combe, 2021
- Toug, nouvelle, les éditions de la Combe, 2021,
- Abélie, novella, les éditions de la Combe, 2021,
- Salvadora, nouvelle, les éditions de la Combe, 2021,
- Princesse, nouvelle, les éditions de la Combe, 2021,
- La petite chèvre qui rêvait de prix littéraires, roman, les éditions d'Avallon, 2022
- A la lisière des vagues, roman, Avallon & Combe, 2023
- Amours plurielles, roman, Avallon & Combe, 2023
- La couleur des yeux, roman Avallon & Combe, 2023

## Traductions
- L'Atelier d'écriture de David Lodge (avec Armand Eloi), éditions Rivages, 2008

## Cinéma
- Aurore au fil du temps, 2021 (moyen métrage, 42')